# Sant Agustí (Palma)
Sant Agustí és un barri del districte de Ponent de la ciutat de Mallorca. Segons la delimitació oficial de l'ajuntament, limita amb les barriades de Gènova per l'autopista (Ma-1) i de Cala Major pel Torrent Major; a més, també limita amb el municipi de Calvià, amb la barriada de Cal Català, pel carrer de Calvià. L'any 2018 tenia 7.333 habitants.

## Història
La barriada té els seus orígens en la urbanització de les terres de Son Toells i Can Tàpera, a començament del segle xx. Josep Estela i Tomàs adquirí part de les terres de Son Toells i hi construí la primera casa com a residència d'estiu. La barriada rep el nom del primer oratori que s'hi construí, el 1914; al seu torn, aquest oratori de Sant Agustí fou dedicat en aquest sant a petició d'un dels promotors de la urbanització, Agustí Roca i Buades, que volia que l'oratori dugués el seu nom.

## Llocs d'interès
- Cala Nova: la zona de costa de Sant Agustí la constitueix Cala Nova, una cala força oberta amb un gran port esportiu i una petita platja d'arena artificial.
- Poliesportiu Rudy Fernández: situat a la part alta del barri, just davall l'autopista, és on disputa els partits el CE Gènova.

## Transport
Amb autobús el barri està connectat mitjançant les següents línies de la EMT: 
| Línia | Trajecte                        | Recorregut       | Freqüència laborables |
| ----- | ------------------------------- | ---------------- | --------------------- |
| 4     | Illetes - Plaça de les Columnes | Vegeu recorregut | 12 minuts             |
| 47    | La Bonanova - Gènova - Sindicat | Vegeu recorregut | 20 minuts             |